# Повседневная жизнь населения России в период нацистской оккупации
Повседневная жизнь населения России в период нацистской оккупации — монография доктора исторических наук, профессора Бориса Николаевича Ковалёва. Первое издание книги выпущенное издательством «Молодая гвардия» в 2011 году, в 2012 году вошло в короткий список премии «Просветитель» в номинации «Гуманитарные науки». Саму книгу «Повседневная жизнь населения России в период нацистской оккупации» её автор впервые представил на XV международной научно-теоретической конференции «Исторические чтения на Лубянке» 8-9 декабря 2011 года (Москва, Центральный пограничный музей ФСБ России).

## Содержание
Научное исследование задумывалось и посвящено, в первую очередь, документальному описанию жизни «простых людей», дискриминации русских немцами, а также проявлениям коллаборационизма и партизанскому движению в оккупированных областях РСФСР во время Великой Отечественной войны. Помимо общеизвестных фактов в книге отражены и такие особенности, как «приватизация», в которой непосредственное участие приняли сотрудники «новой русской администрации», обращается внимание и на тот факт, что активное скоординированное партизанское движение в оккупированных областях РСФСР во время Великой Отечественной войны началось ближе к 1943, отмечены выжидательные настроения значительной части населения на оккупированных территориях России. Немало страниц уделено коллаборационисту Борису Филистинскому, отдельная глава повествует о вербовке советских подростков гитлеровскими спецслужбами, также отдельной главой рассматривается немецкая пропаганда на оккупированных территориях России, дается обзор заметных коллаборационных немецких газет, например, «За родину», «Новый путь», «Речь» и подобных.

## Оценки
Ряд СМИ отметили выход этой книги статьями и интервью с автором, в том числе «Московский комсомолец», «Известия», «Эхо Москвы», радио «Свобода», «Афиша», журнал «Огонёк», журнал «Родина», журнал «Эксперт», NEWSru.com, газета «Daily Mail». В 2012 году книга вошла в шорт-лист премии за научно-популярную литературу «Просветитель» и была выложена на сайт премии целиком и официально.
Несмотря на то, что издание вышло в серии «Живая история: Повседневная жизнь человечества», книге не хватает описания быта. Научно-просветительный центр «Холокост» под руководством Аллы Гербер и Ильи Альтмана, в обзоре книги, указывал на ряд недостатков:

Автор превосходно владеет источниками по теме, однако иногда в его повествование вкрадываются досадные погрешности. Так он указывает, что согласно немецким приказам евреем считался тот, кто «на 22 июня 1941 года или позже состоял в зарегистрированном браке с евреем или еврейкой». Мне неизвестны такие постановления, которые фактически обрекали бы на смерть тысячи неевреев, состоявших в браке с евреями. Действительно в ряде случаев такие люди разделили судьбу своих супругов, однако, на наш взгляд, речь шла об исключении из правил, а не о всеохватывающей политике. Также в ряде случаев, видимо, для того, чтобы излишне не «отягощать» книгу, автор не указывает источники. Рассматривая книгу с современных позиций, можно было бы также пожелать, чтобы автор подробнее осветил место русских с точки зрения нацистской расовой теории (с. 197—198).— Центр и Фонд «Холокост» о книге Бориса Ковалёва «Повседневная жизнь населения России в период нацистской оккупации».